# Listă de personalități din orașul Galați
Aceasta este o listă alfabetică a personalităților născute în Galați:

## A
- Gabriel Abraham (n. 1991), fotbalist;
- Eugen Aburel (1899 - 1975), chirurg, obstetrician;
- Simona Antonescu (n. 1969), scriitoare;
- Iulian Apostol (n. 1980), fotbalist;
- Max Auschnitt (1888 - 1959), antreprenor, manager.

## B
- Ioana Citta Baciu (1936 - 2016), actriță;
- Constantin Barbu (n. 1971), fotbalist;
- Petre Barbu (n. 1962), scriitor;
- George Bârlădeanu (n. 1988), fotbalist;
- Ioan Becali (n. 1952), om de afaceri, impresar sportiv;
- Victor Becali (n. 1952), om de afaceri, impresar sportiv;
- Adrian Bejan (n. 1948), profesor universitar american, membru de onoare al Academiei Române;
- Constantin Z. Buzdugan (1870 - 1930) - poet și avocat român, traducătorul în limba română al Internaționalei.

## C
- ,Tudor Caranfil (1931-2019), critic de film;
- Nina Cassian (1924 - 2014), poetă, eseistă și traducătoare;
- Marian Cârjă (n. 1987), fotbalist;
- Florin Cernat (n. 1980), fotbalist;
- Romulus Chihaia (n. 1952), fotbalist;
- Iordan Chimet (1924 - 2006), scriitor, scenarist, traducător;
- Bogdan Chipirliu (n. 1992), fotbalist;
- Cătălina Cioaric (n. 1982), handbalistă;
- Cristian Ciocan (n. 1987), boxer;
- Samoel Cojoc (n. 1989), fotbalist;
- Costel Constantin (1942 - 2024), actor de teatru și film;
- Bianca Andreea Costea (n. 2005), înotătoare;
- Ileana Cotrubaș (n. 1939), artist liric;
- Nicoleta Crăița Ten’o (n. 1983), scriitoare, emigrată în germania;
- Ovid S. Crohmălniceanu (1921 - 2000), critic și istoric literar;
- Cristian S. Calude (n. 1952), matematician și informatician
- Dimitrie Cuclin (1885 - 1978), compozitor, muzicolog, filozof, scriitor și traducător

## D
- Nicolae Dabija (1907 - 1949), maior, luptător în cel de-al Doilea Război Mondial și luptător anticomunist;
- Elena Dache (n. 1997), handbalistă;
- Laurențiu Darie (n. 1977), muzician instrumentist;
- Dumitru Dediu (1942 - 2013), cosmonaut;
- Alexandra Dindiligan (n. 1997), handbalistă;
- Diana Druțu (n. 1987), handbalistă;
- Gelu Duminică (n. 1977), sociolog și activist;
- Doru Octavian Dumitru (n. 1956), comic.

## E
- Adrian Enache (n. 1966), cântăreț.

## F
- Ludovic Feldman (1893 - 1987), violonist, compozitor;
- George Fernic (1900 - 1930), pilot, inginer constructor de avioane și inventator.

## G
- Valeria Gagealov (n. 1931), actriță;
- Esmeralda Athanasiu-Gardeev (1834 - 1917), compozitoare;
- Cătălin-Ionuț Gârd (n. 1981), jucător de tenis;
- Cornel Gheorghe (n. 1971), patinator, antrenor;
- Valentin Gheorghiu (n. 1928), pianist, compozitor;
- Alina Gherasim (n. 1971), atletă;
- Grișa Gherghei (n. 1936), scriitor;
- Ilan Ghilon (n. 1956), politician, emigrat în Israel;
- Ion Grosu (1939 - 2014), scriitor;
- George Guțu (n. 1944), filolog, profesor universitar.

## I
- Gelu Ionescu (n. 1937), critic literar;
- Theodor Iordăchescu (1884 - 1958), ministru comunist;
- Silviu Izvoranu (n. 1983), fotbalist.

## J
- Cristina Jacob (n. 1989), regizoare, scenaristă.

## L
- Elena Lascu (1925 - 1982), om politic comunist;
- Nicolae Leonard (1886 - 1928), tenor;
- Gheorghe Leonida (? - 1942), sculptor;
- Constantin Levaditi (1874 - 1953), inframicrobiolog naturalizat în Franța, membru de onoare al Academiei Române;
- Dănuț Lupu (n. 1967), fotbalist;
- Radu Lupu (n. 1945), pianist și compozitor.

## M
- Emil Macri (1927 - 1991), general de Securitate;
- Virgil Madgearu (1887 - 1940), economist român, sociolog, și politician;
- Mihail Makarenko (1931 - 2007), colecționar de artă, disident și fost deținut politic în Uniunea Sovietică;
- Ica Matache (n. 1934), actriță;
- Marius Matei (n. 1984), fotbalist;
- Adina Meiroșu (n. 1985), handbalistă;
- Mircea Mișicu (1926 - 2005), om de știință;
- Theodor Munteanu (n. 1938), interpret de muzică ușoară;
- Alexandru Muruzi (1872 - 1954), general rus, erou al Primului Război Mondial.

## N
- Ioan S. Nenițescu (1854 - 1901), monograf, scriitor, membru corespondent al Academiei Române.
- Dumitru Nicolae (1940-2019), inginer, fost director al SIDEX Galați și fost primar al Galațiului între 2000 și 2012.

## O
- Rudel Obreja (n. 1965), boxer, om de afaceri;
- Daniel Orac (n. 1985), fotbalist.

## P
- Emanoil Pantazi (1870 - 1942), jurist, membru de onoare al Academiei Române;
- Marius Pepino(1925 - 2009), actor;
- Mircea Petrescu-Dâmbovița (1915 - 2013), istoric și arheolog, membru titular al Academiei Române;
- Temistocle Popa (1921 - 2013), compozitor, instrumentist, actor
- Vasile-Mihai Popov (n. 1928), inginer, membru corespondent al Academiei Române;
- Călin Popovici (1910 - 1977), astronom, astrofizician și geodez, membru al Academiei Române;
- Ana Porgras (n. 1993), gimnastă, medaliată cu aur la Campionatul Mondial de Gimnastică Artistică din 2010.

## R
- Barbu Rabii (1922 - ?), critic literar și traducător sovietic moldovean;
- Camil Ressu (1880 - 1962), pictor, membru titular al Academiei Române;
- Florin Ristei (n. 1987), artist și prezentator.

## S
- Isaac Jacob Schoenberg (1903-1990), matematician româno-american;
- Victor Sahini (1927 - 2017), chimist, membru titular al Academiei Române;
- Alin Savu (n. 1942), jucător de baschet;
- Grigore Sălceanu (1901 - 1980), scriitor membru titular al Uniunii Scriitorilor din România;
- Alexandrina Soare (n. 1968), handbalistă și antrenoare;
- Etti-Rosa Spirer (1900 - 1990), arhitect;
- Viorica Susanu (n. 1975), canotoare.

## Ș
- Nison Șehtman (1921 - 1928), muzicolog sovietic moldovean și israelian;
- David Șilkrut (1925 - 1998), matematician și profesor sovietic moldovean și israelian;
- Mihai Ștefănescu-Galați  (1874 - 1949), chirurg, profesor de urologie la Facultatea de Medicină din Iași.

## T
- Boris Talîs (1938 - 2020), jurnalist și scriitor sovietic moldovean și american, luptător de sambo;
- Virgil Tănase (n. 1945), scriitor și regizor de teatru;
- Christache Teodoru (1881 - 1947), avocat, primar al municipiului;
- Gheorghe Tohăneanu (1925 - 2008), lingvist, eseist, traducător, scriitor și profesor universitar;
- Constant Tonegaru (1919 - 1952), poet;
- Eugen Trancu-Iași (1912 - 1988), avocat și cronicar muzical;
- Nicoleta Tudor (n. 1988), handbalistă;
- Alexandru Tudose (n. 1987), fotbalist.

## V
- Silly Vasiliu (? - 1980), actriță;
- Victor Vâlcovici (1885 - 1970), matematician, membru titular al Academiei Române;
- Grigore Ventura (1840 - 1909), scriitor, compozitor;
- Anca Verma (n. 1987), fotomodel;
- Teodor Vișan (n. 1943), artist plastic;
- Maricel Voinea (n. 1959), handbalist, antrenor;
- Nicolae Volenti (1857 - 1910), poet junimist minor, prozator și traducător;
- Bergi Vosganian (1927 - 2016), oenolog.

## W
- Anna Elisabet Weirauch (1887 - 1970), scriitoare, emigrată în germania.

## Z
- Gheorghe Zane (1897 - 1978), economist, istoric al gândirii economice românești și membru titular al Academiei Române.

## Alte persoane legate de Galați
- Alexandru Ioan Cuza (1820 - 1873), primul domnitor al Principatelor Unite și al statului național România; a fost și pârcălab de Galați;
- Anghel Saligny (1854 - 1925), inginer constructor, membru al Academiei Române; a construit, printre altele, un antrepozit la Galați;
- Iosif Ivanovici (1845-1902), dirijor și compozitor, cunoscut pentru valsul „Valurile Dunării”, fost copil de trupă într-un regiment de infanterie din Galați;
- Eremia Grigorescu (1863 - 1919), unul dintre generalii Armatei României din Primul Război Mondial; a urmat liceul la Galați;
- Grid Modorcea (n. 1944), scriitor, cetățean de onoare al municipiului Galați;
- Alexandru C. Moruzi (1805 - 1873), om politic, primar al municipiului;
- Ioan Brezeanu (1916 - 2010), filolog și folclorist, unul dintre întemeietorii învățământului universitar din Galați;
- Samuel Pineles (1843 - 1928), activist social, filantrop, care s-a stabilit la Galați;